# 1625
1625 (MDCXXV) a fost un an comun al calendarului gregorian, care a început într-o zi de miercuri.

## Nașteri
- 14 februarie: Maria Eufrosina de Zweibrücken, sora regelui  Carol al X-lea al Suediei (d. 1687)
- 25 aprilie: Johann Frederic, Duce de Brunswick-Lüneburg (d. 1679)
- 10 iunie: János Apáczai Csere, scriitor, filozof cartezian maghiar din Transilvania (d. 1659)

## Decese
- 26 februarie: Anna Vasa a Suediei, 56 ani, fiica regelui Ioan al III-lea al Suediei (n. 1568)